# Iglesia ortodoxa de Antioquía

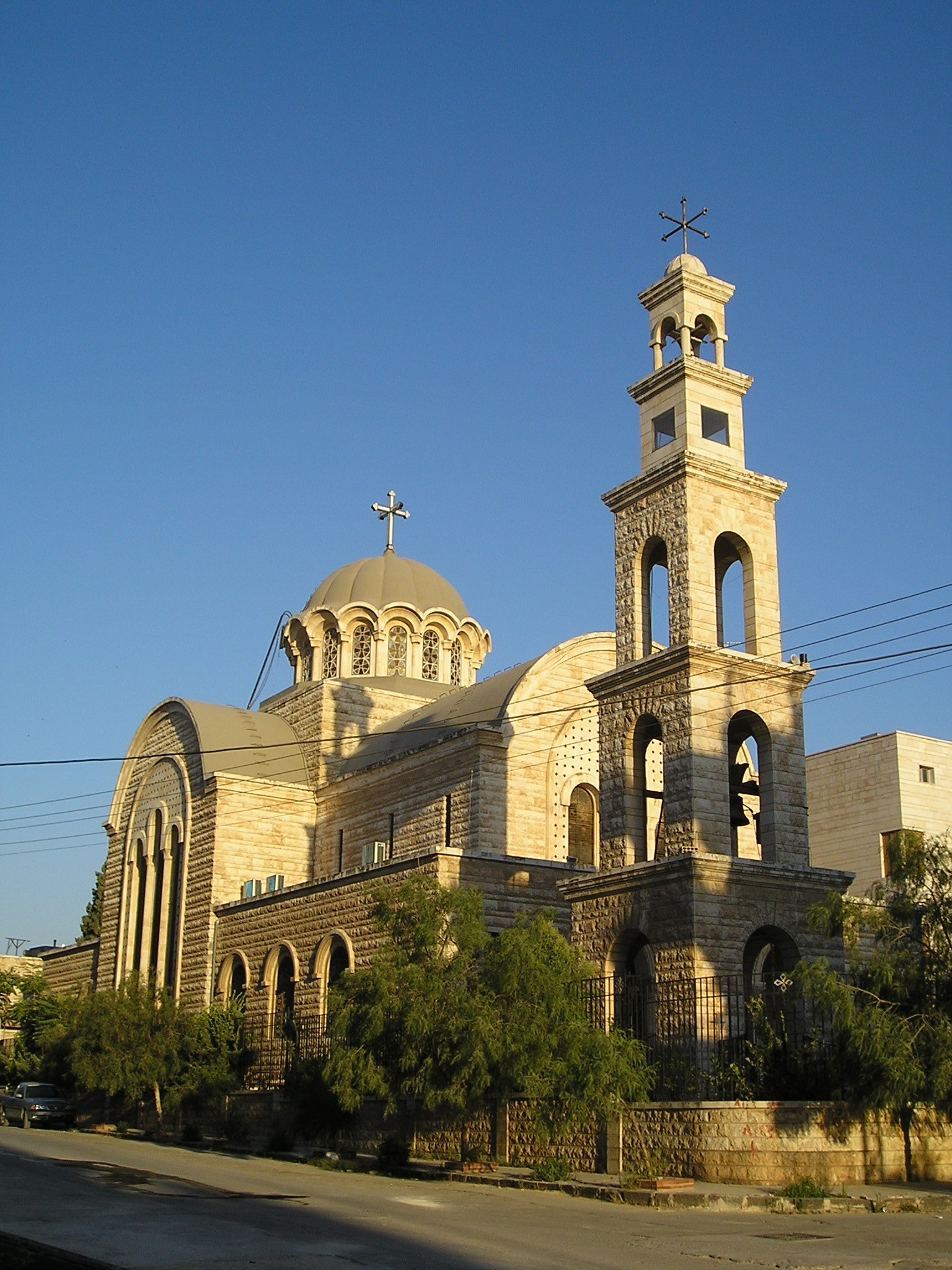
Catedral de Hama en Siria.

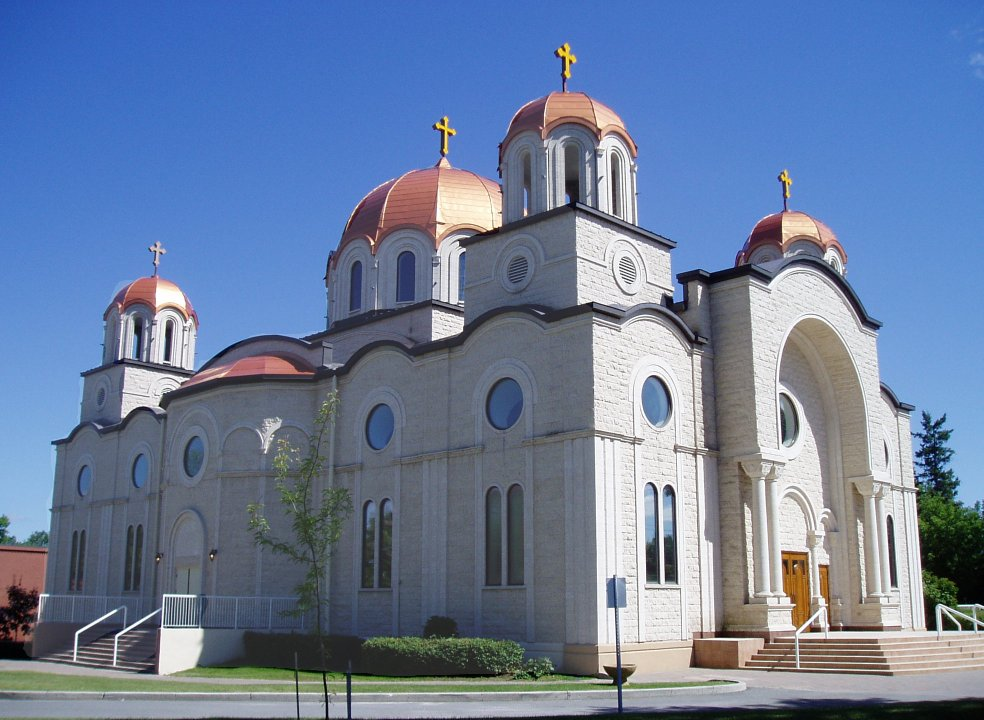
Catedral ortodoxa de San Elías, Ottawa, Canadá.

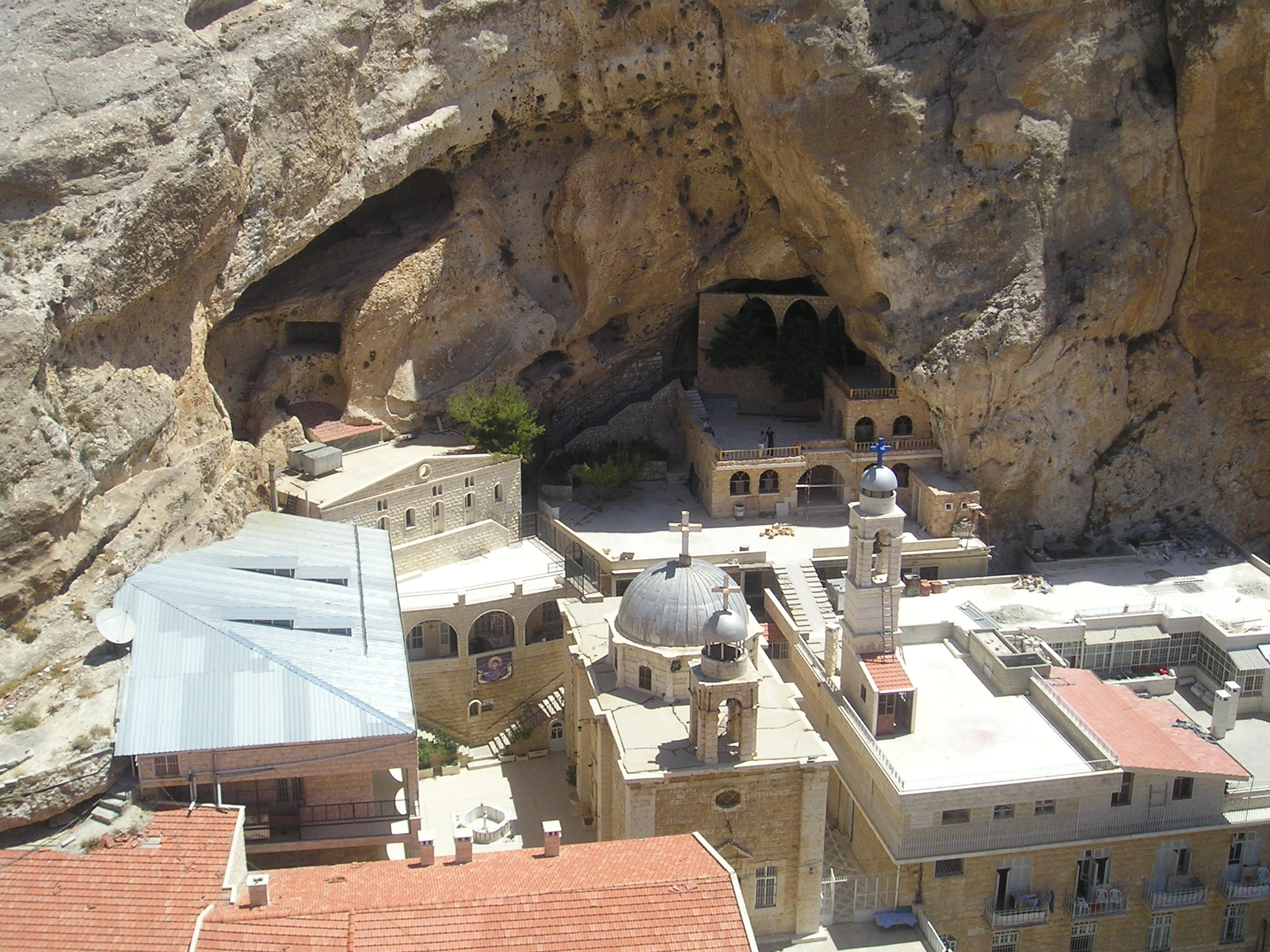
Monasterio de Santa Tecla en Maalula, Siria.

La Iglesia ortodoxa de Antioquía (en árabe: الكنيسة الأرثوذكسية الأنطاك‎), oficialmente Patriarcado de Antioquía (en griego: Πατριαρχεῖον Ἀντιοχείας) o patriarcado greco-ortodoxo de Antioquía y todo el Oriente (بطريركية أنطاكية وسائر المشرق للروم الأرثوذكس), es una de las Iglesias autocéfalas que conforman la Iglesia ortodoxa y uno de los cinco antiguos patriarcados anteriores al Gran Cisma. Está encabezada por el patriarca greco-ortodoxo de Antioquía y todo el Oriente, cuya sede se encuentra actualmente en Damasco, Siria, y ocupa el tercer lugar de precedencia entre los patriarcas de la Iglesia ortodoxa.
Esta Iglesia es una de las cinco actualmente existentes que se consideran herederas de la antigua Iglesia de Antioquía, siendo su patriarca el sucesor de los apóstoles Pedro y Pablo, a quienes se les atribuye su fundación en el siglo I. Cuenta con aproximadamente 1 250 000 fieles distribuidos por su territorio principal en Medio Oriente, así como una diáspora de unos 80 000 fieles en Asia, 40 000 en Europa y 2 950 000 en América.

## Historia

### Origen
Antioquía era la tercera ciudad más grande del Imperio romano, además, fue la capital de la provincia romana de Siria desde el 64 a. C. y la capital de la diócesis civil de Oriente establecida en 297 por el emperador Diocleciano. Como cruce de rutas comerciales, la ciudad tenía también una gran importancia cultural, comercial y militar, siendo apodada «la hermosa corona de Oriente» y «la ciudad más maravillosa de Oriente».
La ciudad tenía una gran población de origen judío en un barrio llamado Kerateion, por lo que atrajo a los primeros misioneros. De acuerdo con el libro de los Hechos de los Apóstoles, la comunidad cristiana de Antioquía nació cuando, tras la muerte de Esteban, los creyentes se dispersaron, huyendo hacia Chipre, Fenicia y Antioquía, anunciando allí el evangelio a los judíos y luego también a los no judíos:

Después de la muerte de Esteban, comenzaron a perseguir a los creyentes, por lo que algunos tuvieron que huir a Fenicia, Chipre y Antioquía. Allí anunciaron a los judíos el mensaje del evangelio, pero no a los demás. Sin embargo, algunos creyentes de Chipre y de Cirene llegaron a la ciudad de Antioquía y hablaron también a los no judíos, anunciándoles la buena noticia acerca de Jesús, el Señor. El poder del Señor estaba con ellos, y así fueron muchos los que dejaron sus antiguas creencias y creyeron en el Señor.
Hechos de los Apóstoles, 11:19-21.

Los judíos chipriotas y cirenaicos que fueron a Antioquía, habían nacido en tierras de cultura helénica y tenían una visión del mundo más amplia que la de los judíos palestinos. Allí, "innovaron", predicando no solo a los judíos, sino también a los griegos. Hay dos posibilidades sobre esto: la primera sería que realmente predicaron a los griegos y muchos de ellos se convirtieron y se unieron a su iglesia; la segunda, que el proceso se dio a pasos más lentos, y que los primeros griegos que se convirtieron eran, en realidad, prosélitos que iban a la sinagoga.
Según los Hechos de los Apóstoles, tras la predicación inicial y las primeras conversiones, la Iglesia de Jerusalén envió a Bernabé, quien llamó también a Saulo de Tarso para enseñar a la comunidad.
Antioquía está íntimamente conectada con la historia inicial del cristianismo. La Iglesia de Antioquía fue el gran centro de donde eran enviados los misioneros para los gentiles; fue desde allí que Saulo (Pablo) inició sus tres viajes misionales, uno de los temas principales de los Hechos de los Apóstoles. Y fue también en esta ciudad donde los seguidores de Jesús de Nazaret pasaron a ser llamados "cristianos":

A los discípulos se los llamó cristianos por primera vez en Antioquía.
Hechos de los Apóstoles, 11:26.

### Desarrollo
Pedro fue el primer obispo de Antioquía entre 45-53 (según la tradición calcedoniana) o 37-67 (según la tradición no calcedoniana) y cuando partió hacia Roma, según la tradición, lo sucedió Evodio (o Eudoio), quien a su vez fue sucedido por Ignacio de Antioquía, célebre por las cartas que escribió a diversas Iglesias mientras era llevado preso a Roma para ser ejecutado.
Los primeros registros del ejercicio de la autoridad por parte del obispo de Antioquía fuera de su propia provincia de Siria datan de fines del siglo II, cuando Serapión de Antioquía intervino en Roso, una ciudad de Cilicia, y también consagró al tercer obispo de Edesa, fuera del Imperio romano. La autoridad espiritual del obispo de Antioquía era aceptada en las provincias que recibieron sus misioneros, como Cilicia, Mesopotamia, Siria, Palestina y Chipre. Los obispos que participaron en los concilios celebrados en Antioquía a mediados del siglo III llegaron no solo de Siria, sino también de Palestina, Arabia y el este de Asia Menor. Dionisio de Alejandría habló de estos obispos como formando el episcopado de Oriente, mencionando a Demetriano, obispo de Antioquía, en primer lugar.
El Concilio de Nicea I en 325 aprobó la ya existente organización eclesiástica según la cual el obispo de la capital de una provincia romana (el obispo metropolitano) tenía cierta autoridad sobre los otros obispos de la provincia (sufragáneos), utilizando por primera vez en su canon 6 el nombre metropolitano. Quedó así reconocido el metropolitanato de Antioquía en la provincia romana de Siria. Además aprobó en ese mismo canon 6 la tradición según la cual los obispos de Roma, Alejandría y Antioquía tenían cierta autoridad sobre más de una provincia, mencionando que Antioquía la tenía sobre "otras provincias" que no fueron especificadas. Estableció además el orden de primacía de honor con Antioquía en el tercer lugar, después de Roma y Alejandría y otorgó un honor especial a la sede de Jerusalén.
En 327 comenzó la construcción de la catedral de Antioquía (Domus Aurea) durante el reinado de Constantino el Grande, y fue completada bajo el reinado de Constancio II. La iglesia fue dedicada en una ceremonia el 6 de enero de 341.
Entre el 330 y el 361 la mayoría de los arzobispos de Antioquía adhirieron a las doctrinas de Arrio. En 361 a raíz de las controversias arrianas se produjo el cisma meleciano que dividió la Iglesia antioquena en 4 partidos hasta 417.
El Concilio de Constantinopla I en 381 reconoció al metropolitano de Antioquía poderes de inspección sobre los metropolitanatos de la diócesis de Oriente. También decidió que el obispo de la capital imperial (Constantinopla) «tendría primacía de honor, después del obispo de Roma, puesto que Constantinopla es la Nueva Roma», dándole un rango superior a los de Alejandría y Antioquía. 
A la muerte del emperador Teodosio I en 395, el Imperio romano se dividió definitivamente y la diócesis civil de Oriente encabezada por Antioquía pasó a formar parte de lo que más tarde sería llamado Imperio bizantino o Imperio romano de Oriente. La Notitia dignitatum datada circa 425 enumera las 15 provincias romanas que entonces comprendía la diócesis de Oriente: Palestina I, Fenicia, Siria, Cilicia, Chipre, Arabia Pétrea, Isauria, Palestina Salutaris, Palestina II, Fenicia Libanesa, Eufratensis, Siria Salutaris, Osroena, Mesopotamia y Cilicia II.
La Iglesia persa comenzó a organizarse circa 280 cuando Gaggai fue consagrado como obispo de la capital del Imperio sasánida Seleucia-Ctesifonte, estableciendo cierto control de facto sobre la comunidad cristiana persa. Sus sucesores comenzaron a ser conocidos informalmente como catolicós del Oriente circa 315. En el Concilio de Seleucia-Ctesifonte en 410, convocado por el rey sasánida Yezdegard I tras un acuerdo con el emperador romano, se organizó a los cristianos del Imperio en una Iglesia estructurada única, que luego se conoció como la Iglesia del Oriente, asumiendo formalmente el obispo de Seleucia-Ctesifonte el título de gran metropolitano bajo dependencia formal del patriarca de Antioquía. Como consecuencia de los conflictos entre los Imperios persa y bizantino, durante el sínodo de Markabta en 424 la Iglesia del Oriente se desvinculó de Antioquía y de todo concilio o poder eclesiástico dentro del Imperio romano y su líder adoptó el título de patriarca, y a fines del siglo V añadió formalmente el de catolicós.
La controversia planteada por los arzobispos de Chipre respecto de que la Iglesia de Chipre había antiguamente sido independiente del patriarcado de Antioquía fue reconocida en 416 por el papa Inocencio I y por el Concilio de Éfeso en la cesión de 31 de julio de 431, por lo que Chipre se volvió autocéfala.
Durante el Concilio de Calcedonia en 451 fue creado el patriarcado de Jerusalén separando de Antioquía las tres provincias romanas de Palestina. El concilio traspasó a la jurisdicción de Constantinopla el área costera de Georgia. La jurisdicción de Antioquía se vio reducida así a las provincias romanas de: Fenicia Marítima (Tiro), Siria I (Antioquía), Cilicia I (Tarso), Arabia (Bostra), Isauria (Seleucia), Fenicia Libanesa (Damasco), Eufratensis (Hierápolis), Siria II (Apamea), Osroena (Edesa), Mesopotamia (Amida) y Cilicia II (Anazarba) y a parte de la Armenia romana.

### Cisma
La Iglesia ortodoxa de Antioquía rompió su relación con la Iglesia de Roma luego del Gran Cisma de 1054, cuando el patriarcado de Antioquía se alineó con la Iglesia de Constantinopla, pero su ruptura definitiva con el obispo de Roma se produjo oficialmente en 1098.
En 1724, una facción del patriarcado dio origen a la Iglesia greco-melquita católica al unirse de nuevo con Roma. Al producirse el cisma, el patriarcado ortodoxo de Antioquía quedó subordinado al sínodo patriarcal de Constantinopla hasta 1888.

## Lista de los patriarcas de Antioquía

### Obispos, arzobispos metropolitanos y patriarcas previos al cisma monofisita
Desde la época apostólica hasta el cisma entre calcedonianos y no calcedonianos iniciado en 518 se cuentan 60 obispos, arzobispos o patriarcas de Antioquía. Durante el período arriano llegó a haber hasta tres prelados que ocupaban simultáneamente la sede de Antioquía (330-381).

### Patriarcas calcedonianos posteriores a la consumación del cisma en 518
- Pablo II (verano de 519-primavera de 521)
- Eufrasio (primavera de 521–25 de mayo de 526)
- Efrén (abril/mayo de 527-545)
- Domnino II (545-559)
- Anastasio I el Sinaíta (559-570 depuesto)[18]
- Gregorio I (570-593 falleció)[18]
- Anastasio I el Sinaíta (25 de marzo de 593-fines de 598 falleció) (por segunda vez)[18]
- Anastasio II (fines de 598 o inicio de 599-septiembre de 609 falleció)[18]
  - Sede vacante (609-629)
- Macedonio (629-después de 649)[19]
- Jorge I (?)
- Macario I (?-7 de marzo de 681)
- Teófanes (entre el 8 de marzo y el 5 de abril de 681-?)
- Tomás (?-685)
- Jorge II (685-702)
  - Sede vacante (702-742)
- Esteban III (742/743-744/745)
- Teofilacto Bar-Qânbara (744-750)
- Teodoro I (750/751-773/774)
- Teodoreto (antes de 787-?)
- Job I (813/814-844/845)
- Nicolás I (845-867)
  - Eustacio (845-entre 861 y 869) (antipatriarca)
- Esteban IV (870)
- Teodosio I (870-890)
- Simeón I (892-907)
- Elías I (907-24 de julio de 934)
- Teodosio II (agosto de 936-943)
- Teocaristo (944-948)
- Cristóforo (960-969)
- Eustracio (circa noviembre de 969-después de 10 de diciembre de 969 depuesto)[20]
- Teodoro II (23 de enero de 970-28 de mayo de 976 falleció)[20]
- Agapio I (20 de enero de 978-septiembre de 996 renunció)[20]
- Juan III (4 de octubre de 996-circa julio de 1021 falleció)[20][21]
- Nicolás II Estudita (17 de enero de 1025-8 de octubre de 1030 falleció)[20]
- Elías II (1 de abril de 1032-8 de septiembre de 1033 falleció)[20]
- Teodoro III (3 de marzo de 1034-24 de septiembre de 1042 falleció)[20]
- Basilio II (?)[20]
- Pedro III (primavera de 1052-después de agosto de 1056)[20]
- Dionisio (o Juan IV) (después de agosto de 1056-primera mitad de agosto de 1057 falleció)[21]
- Teodosio III (antes de 30 de agosto de 1057-después de 4 de abril de 1059)[20]
- Emiliano (antes de 1074-1079/1080 falleció)[20]
- Nicéforo el Nero (1079/1080-?)[20]
- Juan V el Osita (antes de septiembre de 1089-octubre de 1100 renunció)[21][22][23]
- Juan VI (1106-después de 1134)[21]
- Lucas (1137/1138-1156) 
  - Soterico Panteugeno (fines de 1156-después de 1 de mayo de 1157 depuesto)[24][25]
- Atanasio I Manasse (1157-29 de junio de 1170 falleció)[25]
- Cirilo II (1173 -circa 1179)

Exilio en Constantinopla
- Teodoro IV Balsamón (antes de 1189/1195-1195/1200 falleció)
- Simeón II (antes de 1206-después de 1235)
- David (?)
- Eutimio I (antes de 1257-circa 1274)

Regreso a Antioquía.
- Teodosio V de Villehardouin (junio de 1275-1283/1284)[26]
- Arsenio I (1283/1284-circa 1286)
- Cirilo III (29 de junio de 1287-circa 1308)
- Dionisio I (o II)
- Cirilo IV (?)
- Dionisio II (o III) (?)
- Sofronio (?)

Traslado de la sede a Damasco
- Ignacio II (1344-antes de 1359)[27]
- Pacomio I (antes de 1359-1368)
- Miguel III (1368-17 de agosto de 1375)
- Pacomio I (agosto de 1375-mitad de 1377) (por segunda vez)
- Marcos I (mitad de 1377-10 de abril de 1378)
- Pacomio I (abril de 1378-19 de diciembre de 1386) (por tercera vez)
- Nilo (antes de 1388-?)
- Nicone (?-11 de enero de 1395)[28]
- Miguel III (6 de febrero de 1395-18 de abril de 1412)
- Pacomio II (1 de junio de 1412-9 de octubre de 1412)
- Joaquín II (?-1424/1425)
- Marco II (1426/1427-? )
- Doroteo II (1434/1435-8 de septiembre de 1451)
- Miguel IV (14 de septiembre de 1451-1456)
- Marcos IV (1456-1457/1458)
- Joaquín III (antes de junio de 1458-1 de junio de 1459)
- Gregorio III (circa 1470/1474-antes de 1484)
- Doroteo III (antes de 1484-después de 1500)
- Miguel V (después de 1500-1541)
- Doroteo IV (1541-1543)
- Joaquín IV Ibn Juma (1543-1576)
- Miguel VI Sabbagh (1577-1581)
- Joaquín V (1581-1592)
- Joaquín VI (1593-1604)
- Doroteo V (1604-1611)
- Atanasio III Dabbas (1611-1619)
- Cirilo V (1619-1628)
- Ignacio III Attiyah (1628-1631)
- Eutimio III (1635-1636)
- Eutimio IV (1636-11 de octubre de 1647 falleció)
- Macario III (12 de diciembre de 1647 entronizado-12 de junio de 1672 falleció)[29]
- Neófito I (1674-1684)
- Atanasio IV Dabbas (1686-1694)
- Cirilo VI Zaim (1694-1720)
- Atanasio IV Dabbas (1720-1724) (por segunda vez)

Cisma de la iglesia antioquena en ortodoxos y católicos. Nace la Iglesia greco-católica melquita.
- Silvestre (1724-1766)
- Filemón (1766-1767)
- Daniel (1767-1791)
- Eutimio V (1792-1813)
- Serafín (1813-1823)
- Vacante (1823-1843)
- Metodio (1843-1859)
- Hieroteo (1859-1885)
- Gerásimo (1885-1891)
- Espiridión (1892-1898)

Patriarcas árabes
- Melecio II Doumani (1899-1906)
- Gregorio IV Haddad (1906-1928)
- Alejandro III Tahan (1928-1958)
- Teodosio VI Abourjaily (1958-1970)
- Elías IV Muawad (1970-1979)
- Ignacio IV Hazim (1979-2012)
- Juan X Yazigi       (2012-)

## Evolución de la división en diócesis
La única Notitia Episcopatuum que se conoce del patriarcado de Antioquía es la Notitia Antiochena, que data de la segunda mitad del siglo VI y fue elaborada por el patriarca Anastasio de Antioquía (quien gobernó el patriarcado dos veces entre 559 y 570 y entre 593 y 598). Una recensión griega fue publicada en 1884 en Estambul por M. Papadopoulos-Kerameus. La Notitia distingue 6 clases de prelados al frente de las diócesis (datos según correcciones de la Notitia):
- Catolicós (2): Romagyris (la actual Nishapur en el Jorasán), Irenópolis (en la actual Bagdad).
- Grandes metropolitanos (13): Tiro, Tarso, Edesa, Apamea, Hierápolis, Bostra, Anazarba, Seleucia de Isauria, Damasco, Amida, Sergiópolis (o Rosafa), Dara (o Teodosiópolis), Emesa.
- Metropolitanos autocéfalos (9): Beirut, Heliópolis, Laodicia, Samosata, Ciro, Martirópolis, Mopsuestia, Pompeyópolis, Adana.
- Arzobispos y sincelos (7): Beroea, Chalcis, Gabala, Seleucia Pieria, Anazarta (o Teodorópolis), Paltos de Germiai, Gaboula.
- Obispos exentos y sincelos (6): Balanbas, Salamias, Barcousos, Anabagata, Germanicia, Roshos.
- Obispos sufragáneos (118) de: Tiro (12), Tarso (5), Edesa (11), Apamea (6), Hierápolis (7), Bostra (20), Anazarbo (6), Seleucia (24), Damasco (10), Amida (6), Sergiópolis (o Rosafa) (5), Dara (o Teodosiópolis) (2), Emesa (4).

Los miembros del sínodo antioqueno son mencionados por el patriarca de Constantinopla Filoteo (entre 1354 y 1376) al momento de la elección del patriarca de Antioquía y metropolitano de Damasco Pacomio I, mencionando las siguientes diócesis entonces existentes: el catolicós de Romagyris y exarca de toda Iberia, los metropolitanos de Apamea, Pompeyópolis, Heliópolis, Bostra, Mopsuestia, Beirut, Emesa, Trípoli, Edesa.
En 1700 el patriarca de Alejandría Gerasimo Pallade menciona la existencia de las siguientes diócesis: Alepo, Laodicia, Trípoli, Adana, Beirut, Tiro y Sidón, Akkar, Sednaya, Erzurum.
En 1715 el patriarca de Jerusalén Crisante mencionó en un Syntagmation la jerarquía melquita dependiente del patriarca de Antioquía y metropolitano de Damasco pocos años antes de la división del patriarcado:
- Metrópolis de Beroea de Siria (Alepo), exarca de Siria I y locum tenens de Hierápolis de Eufratensis
- Metrópolis de Epifanía (Hama), exarca de Siria II y locum tenens de Apamea
- Metrópolis de Laodicia (Latakia), exarca de Teodoriade
- Metrópolis de Seleucia (Malula), exarca de Siria I
- Metrópolis de Amida (Diyarbakır), exarca de toda la Mesopotamia y de Armenia IV, locum tenens de Edesa
- Metrópolis de Tiro y Sidón, exarca de Fenicia I
- Metrópolis de Trípoli, exarca de Fenicia I
- Metrópolis de Bostra (Bosra), exarca de Arabia Pétrea
- Metrópolis de Emesa (Homs), exarca de Fenicia Libanesa
- Metrópolis de Beirut, exarca de Fenicia I
- Metrópolis de Adana, exarca de Cilicia I y de Cilicia II, locum tenens de Seleucia de Isauria
- Metrópolis de Heliópolis (Baalbek), exarca de Fenicia Libanesa
- Metrópolis de Arca (Akkar), exarca del Monte Líbano, locum tenens de Tolemaida (Acre)
- Metrópolis de Palmira, exarca de Fenicia Libanesa
- Metrópolis de Sednaya
- Metrópolis de Teodosiópolis (Erzurum), exarca de toda la Armenia Mayor
- Metrópolis de Akiska (Ajaltsije)

En 1900 el patriarcado se dividía en 13 arquidiócesis: Antioquía (en Damasco), Alepo (en Alepo), Amida (en Diyarbakır), Arcadia (en Akkar), Emesa (en Homs), Epifanía (en Hama), Laodicia (en Latakia), Seleucia (en Zahlé), Tarso y Adana (en Mersin), Teodosiópolis (en Erzurum), Trípoli (en Trípoli), Tiro y Sidón (en Tiro), Beirut (en Beirut).
En 1907 las arquidiócesis eran: Antioquía (en Damasco, con dos auxiliares titulares de Edesa y de Irenópolis), Epifanía (en Hama), Laodicia (en Latakia), Seleucia (en Zahlé), Amida (en Diyarbakır), Tiro y Sidón, Trípoli, Emesa (en Homs), Beirut, Biblos (en Jbeil), Tarso y Adana, Akkar, Teodosiópolis (en Erzurum), Alepo.

## Diócesis actuales

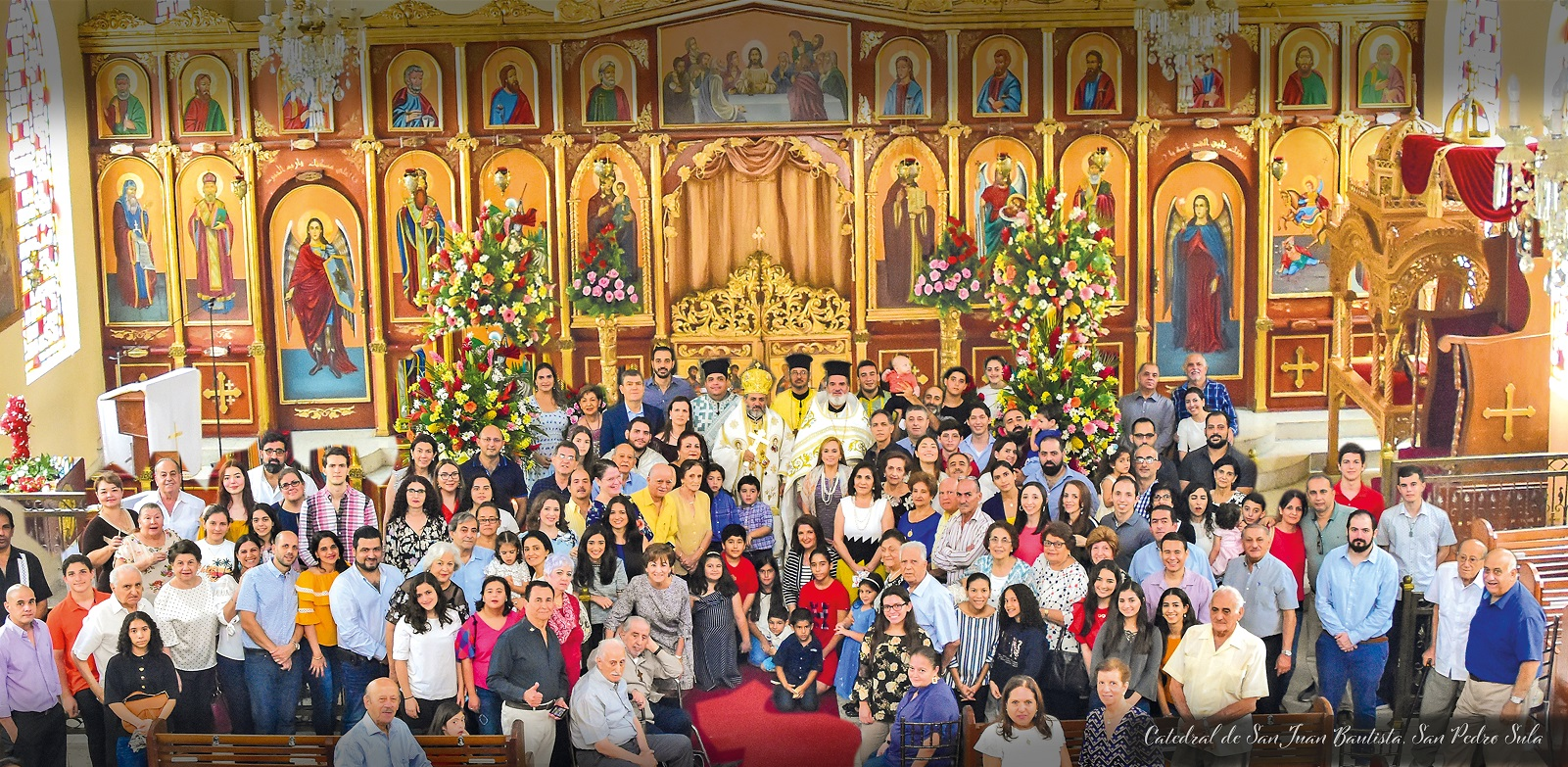
Cristianos ortodoxos antioquenos en Honduras.

### En el territorio canónico del patriarcado de Antioquía
Todos los arzobispos integran el Santo Sínodo del patriarcado de Antioquía.
En teoría tiene jurisdicción sobre la Iglesia ortodoxa en los siguientes países:
 Arabia Saudita
 Baréin
 Catar
 Emiratos Árabes Unidos
 Irak
 Irán
 Jordania
 Kuwait
 Líbano
 Omán
 Siria
 Yemen
- Arquidiócesis greco-ortodoxa de Damasco (diócesis propia del patriarca de Antioquía), con sede en Damasco, Siria, comprende también la ciudad de Antioquía (en turco Antakya) en Turquía, en donde hay una comunidad. En Damasco hay obispos auxiliares asistentes del patriarca con los títulos de Daraya, Sednaya y Sergiópolis. El vicario del patriarcado y secretario del Santo Sínodo lleva el título de Seleucia. El representante del patriarcado (metoquión de Moscú) ante el patriarca de Moscú lleva el título de Filipópolis (o Shahba) y el representante ante la Iglesia ortodoxa de Chipre (metoquión de Limasol) es un sacerdote. Hay también un obispo auxiliar con el título de Zabadani en el monasterio patriarcal estauropégico de San Elías, en Shwayya, cerca de Beirut. La diócesis existe al menos desde el siglo IV. El patriarca Pacomio I (o tal vez su antecesor Ignacio II) trasladó la sede patriarcal a Damasco en fecha no precisada entre 1375 y 1386.
- Arquidiócesis greco-ortodoxa de Alepo y Alejandreta y dependencias (o de Beroea y Alejandreta), con sede en Alepo, comprende también Idlib y Tabqa en Siria. Incluye además Hatay en Turquía, excepto Antioquía. Existe desde al menos el siglo IV y desapareció en el siglo XIV por las conquistas musulmanas. Fue restablecida probablemente en 1541 y en 1724 fue dividida por el establecimiento de la Iglesia greco-melquita católica. En 1727 fue restaurada pero los conflictos en la diócesis continuaron hasta que en noviembre de 1757 pasó a la jurisdicción del patriarcado de Constantinopla. En 1888 volvió al patriarcado de Antioquía al restablecerse su autocefalía.
- Arquidiócesis greco-ortodoxa de Bosra, Hauran, Monte de los Árabes y Golán, con sede en As-Suwayda, comprende también Bosra, Shahba, Izra, Shaqqa y Kanawat en Siria. Comprende también el Golán incluyendo la parte ocupada por Israel. La diócesis de Bosra data de tiempos apostólicos y ya no existía al momento del cisma que dividió la Iglesia melquita. Fue restablecida en 1999.[33]
- Arquidiócesis greco-ortodoxa de Hama y dependencias (o Epifanía) (y exarcado de Siria del Norte), con sede en Hama, Siria.
- Arquidiócesis greco-ortodoxa de Homs y dependencias (o Emesa), con sede en Homs, Siria. La diócesis data de al menos el siglo IV.
- Arquidiócesis greco-ortodoxa de Latakia y dependencias (o Laodicia) (y exarcado de Teodorias), con sede en Latakia, Siria. La diócesis data de al menos del siglo IV.
- Arquidiócesis greco-ortodoxa de Akkar y dependencias (o Arcadia), con sede en Cheikh Taba, Líbano. Comprende también parte de Siria (gobernación de Tartús), en donde hay 3 obispos auxiliares con los títulos de Nínive (residente en Tartús), Banias (residente en Safita) y Artusa (residente en Marmarita).[34]
- Arquidiócesis greco-ortodoxa de Beirut y dependencias (y exarcado de Fenicia), con sede en Beirut, comprende también Souk El Gharb en el Líbano. La diócesis de Beirut data de tiempos apostólicos.[35]
- Arquidiócesis greco-ortodoxa de Biblos y Batrún y dependencias (o Monte Líbano), con sede en Brummana, Líbano. Biblos (o Jbeil) es mencionada como diócesis ya en el siglo IV y fue unida a Beirut en el siglo VI. Fue restablecida en 1901, separada de Beirut y todo el Líbano.[36]
- Arquidiócesis greco-ortodoxa de Trípoli y Koura y dependencias, con sede en Trípoli, Líbano. La diócesis data de la menos el siglo IV.
- Arquidiócesis greco-ortodoxa de Tiro y Sidón y dependencias, con sede en Marjayoun, Líbano. Las diócesis de Sidón y de Tiro datan de tiempos apostólicos. Sidón desapareció durante las conquistas musulmanas y cruzadas y fue restablecida en 1604 unida a Tiro.
- Arquidiócesis greco-ortodoxa de Zahlé y Baalbek y dependencias (o Seleucia y Heliópolis), con sede en Zahlé, Líbano. Heliópolis de Fenicia (Baalbek) existe como diócesis desde al menos el siglo IV. La diócesis de Seleucia Pieria (cuyas ruinas están cerca de Samandağ en la actual Turquía) data de principios del siglo IV. En el siglo XVII, o tal vez en el siglo XVI, la diócesis de Seleucia Pieria fue transferida por mayor seguridad por el patriarca de Antioquía a Malula en Siria. Cuando la sede fue transferida de Malula a Furzol en Líbano, el título de Seleucia la acompañó. En 1727 la sede se trasladó a Zahlé.
- Arquidiócesis greco-ortodoxa de Bagdad y Kuwait y dependencias (y toda la Mesopotamia), con sede oficial en Bagdad, Irak, pero de hecho en Salmiya, Kuwait. Incluye Omán y nominalmente además Irán, Arabia Saudí y Yemen. Fue establecida en 1953 luego de ser transferida por la Iglesia ortodoxa rusa al ser restablecida la jurisdicción de Antioquía en la región.[37]

Dentro de Turquía continúan existiendo formalmente diócesis que fueron vaciadas de población ortodoxa durante el intercambio de poblaciones entre Grecia y Turquía de 1923. Las sedes están vacantes y no tienen clero ni fieles (excepto la comunidad de Mersin):
- Arquidiócesis greco-ortodoxa de Amida, con sede en Diyarbakır, Turquía.
- Arquidiócesis greco-ortodoxa de Tarso y Adana, con sede en Mersin, Turquía. Existe una comunidad en Mersin. Las diócesis de Adana y de Tarso datan de al menos del siglo IV.
- Arquidiócesis greco-ortodoxa de Teodosiópolis, con sede en Erzurum, Turquía. Un obispo con el título de Erzurum es asistente del patriarca con sede en Amán, Jordania.

### Fuera del territorio canónico del patriarcado de Antioquía
- Arquidiócesis ortodoxa antioquena de Francia y Europa Occidental y Meridional, con sede en París, Francia. Incluye además Suiza y el resto de Europa occidental y meridional. Fue creada como vicariato de Europa Occidental y Meridional el 5 de agosto de 1980 y elevada a arquidiócesis el 2 de octubre de 2000. En agosto de 2010 fue renombrada a Europa y extendida a los países escandinavos. Fue dividida en tres arquidiócesis el 17 de octubre de 2013 y renombrada.
- Arquidiócesis ortodoxa antioquena de Alemania y Europa Central, con sede en Colonia, Alemania. Incluye además Países Bajos, Austria y Hungría. Fue separada de la arquidiócesis de Europa el 23 de noviembre de 2013.[38] Hay un obispo auxiliar con el título de Palmira residente en Berlín.
- Arquidiócesis cristiana ortodoxa antioquena de las Islas Británicas e Irlanda, con sede en Londres, Reino Unido. Incluye además Irlanda. Fue separada de la arquidiócesis de Europa el 17 de octubre de 2013.[39] En marzo de 1995 fue creado el decanato ortodoxo antioqueno del Reino Unido e Irlanda (con conversos del anglicanismo), que se mantuvo luego de la creación de la arquidiócesis, bajo su dependencia y con sede en Mánchester.
- Arquidiócesis ortodoxa antioquena de Australia, Nueva Zelanda y Filipinas, con sede en Sídney, Australia. Incluye además un decanato en Nueva Zelanda y un vicariato en Filipinas. Fue creada en 1969 como vicariato patriarcal de Australia y Nueva Zelanda y elevada a arquidiócesis de Australasia en 1999. Desde 2008 incluye Filipinas y fue renombrada.[40]
- Arquidiócesis ortodoxa antioquena de las México, Venezuela, Centroamérica y el Caribe, con sede en Ciudad de México. Incluye además Venezuela, Guatemala, Honduras, Haití, Puerto Rico, Antigua y Barbuda, Guadalupe, Martinica, el resto de América Central y de las islas del Caribe. Fue creada como vicariato patriarcal en 1966 y elevado a archieparquía el 12 de junio de 1996.[41]
- Arquidiócesis ortodoxa antioquena de Buenos Aires y toda la Argentina, con sede en Buenos Aires, Argentina. Fue creada en 1949 como vicariato patriarcal y elevada a arquidiócesis el 1 de noviembre de 1955.[42]
- Arquidiócesis ortodoxa antioquena de Santiago y todo Chile, con sede en Santiago de Chile. Fue vicariato patriarcal desde 1959, elevado a arquidiócesis en 1996.[43]
- Arquidiócesis ortodoxa antioquena de São Paulo y todo Brasil, con sede en São Paulo, Brasil. Fue vicariato patriarcal desde 1922, elevado a arquidiócesis el 23 de febrero de 1958.[44] Tiene en São Paulo un obispo auxiliar con el título de Edesa.

### Vicariatos patriarcales
- Vicariato patriarcal de Río de Janeiro, con sede en Río de Janeiro, Brasil, tiene a su frente un obispo asistente del patriarca con el título de Apamea.
- Vicariato patriarcal de Suecia y los países escandinavos, con sede en Estocolmo, Suecia. Tiene a su frente como representante del patriarca a un archimandrita.
- Vicariato patriarcal en el Emirato de Catar, tiene a su frente al metropolitano de Bagdad y Kuwait como representante del patriarca, basado en Salmiya, Kuwait. Fue creado en julio de 2014. Debido a una disputa con el patriarcado de Jerusalén sobre la jurisdicción sobre Catar (el 4 de marzo de 2013, el patriarcado de Jerusalén designó un obispo para la arquidiócesis de Catar que estableció, lo que provocó una protesta del Sínodo del patriarcado de Antioquía), el Sínodo del patriarcado de Antioquía adoptó el 26 de junio de 2015 la decisión final de romper "toda comunión eclesial" con el patriarcado de Jerusalén.
- Vicariato patriarcal en el Reino de Baréin, con sede en Abu Sayba, Baréin, tiene a su frente al metropolitano de Bagdad y Kuwait como representante del patriarca, basado en Salmiya, Kuwait.
- Vicariato patriarcal en los Emiratos Árabes Unidos, con sede en Abu Dabi y en Dubái, Emiratos Árabes Unidos, tiene a su frente un obispo asistente como representante del patriarca con el título de Emiratos.

### Arquidiócesis autónoma
- Arquidiócesis cristiana ortodoxa antioquena de América del Norte. Tiene sede en Englewood en Nueva Jersey, Estados Unidos. Su líder es el arzobispo de Nueva York y metropolitano de toda América del Norte. La jurisdicción sobre los fieles antioquenos fue ejercida por la Iglesia ortodoxa rusa, que en 1904 les nombró un obispo vicario en Brooklyn. En 1918 el patriarcado de Antioquía creó la arquidiócesis de Nueva York y la comunidad antioquena se dividió entre ambas Iglesias. En 1936 la Iglesia rusa creó la arquidiócesis de Toledo para los antioquenos, que luego pasó a la Iglesia ortodoxa en América. El 19 de agosto de 1975 ambas arquidiócesis se fusionaron dentro del patriarcado de Antioquía. Es autónoma desde el 9 de octubre de 2003, dividiéndose en 9 diócesis en 2004 (distritos de la arquidiócesis con obispos auxiliares a su frente). En 1961 fue creado un vicariato de rito occidental, cuyas parroquias están repartidas entre las diócesis.[45]
  - Diócesis de Nueva York y Washington, DC (distrito propio del metropolitano). Con sede en Englewood. Comprende en  Estados Unidos el Distrito de Columbia, el estado de Connecticut y el área metropolitana de Nueva York.
  - Diócesis de Eagle River y el Noroeste. Con sede en Eagle River. Comprende en EE. UU. los estados de Utah, Idaho, Oregón, Washington y Alaska. En Canadá las provincias de Columbia Británica, Alberta y Saskatchewan.
  - Diócesis de Los Ángeles y el Occidente, con sede en Los Ángeles. Comprende en EE. UU. los estados de California, Arizona y Nevada.
  - Diócesis de Miami y el Sureste. Con sede en Coral Gables. Comprende en EE. UU. los estados de Alabama, Arkansas, Florida, Georgia, Luisiana, Misisipi, Carolina del Norte, Carolina del Sur y Tennessee.
  - Diócesis de Oakland, Charleston y el Atlántico Medio. Con sede en Charleston. Comprende en EE. UU. los estados de Delaware, Maryland, Pensilvania, Virginia y Virginia Occidental.
  - Diócesis de Ottawa, este de Canadá y norte del estado de Nueva York. Con sede en Montreal. Comprende en EE. UU. parte del estado de Nueva York. En Canadá comprende las provincias de Nueva Escocia, Ontario, Isla del Príncipe Eduardo, Nueva Brunswick y Quebec.
  - Diócesis de Toledo y Medio Oeste. Con sede en Toledo. Comprende en EE. UU. los estados de Iowa, Illinois, Indiana, Kentucky, Míchigan, Minesota, Misuri, Ohio y Wisconsin.
  - Diócesis de Wichita y Medio América. Con sede en Wichita. Comprende en EE. UU. los estados de Colorado, Iowa, Kansas, Luisiana, Nebraska, Nuevo México, Oklahoma, Dakota del Sur, Texas, Wyoming, Montana y Dakota del Norte.
  - Diócesis de Worcester y Nueva Inglaterra. Con sede en Worcester. Comprende en EE. UU. los estados de Massachusetts, Rhode Island, Nuevo Hampshire, Vermont y Maine.

## Monasterios
La Iglesia ortodoxa de Antioquía tiene 8 monasterios estauropégicos (dependientes del patriarca):
- Monasterio patriarcal de Nuestra Señora de Balamand, en el distrito de Koura (gobernación de Líbano Norte). Es además una residencia patriarcal y sede de la Universidad de Balamand.
- Monasterio patriarcal de San Elías, en Shwayya (gobernación del Monte Líbano).
- Monasterio patriarcal de San Jorge, en Al-Mishtaya (gobernación de Homs), Siria.
- Monasterio patriarcal de Santa Tecla (convento femenino), en Malula (gobernación de la Campiña de Damasco), Siria.
- Monasterio patriarcal de Nuestra Señora (convento femenino), en Sednaya (gobernación de la Campiña de Damasco), Siria.
- Monasterio patriarcal de San Jorge, en Sednaya (gobernación de la Campiña de Damasco), Siria.
- Monasterio patriarcal de los Querubines, en Sednaya (gobernación de la Campiña de Damasco), Siria.
- Monasterio patriarcal de la Visión de San Pablo el Apóstol, en Tal Kokab o Kawkab (gobernación de la Campiña de Damasco), Siria.